# 陵家桥站
陵家桥站是一个京沪线上的铁路车站，位于安徽省宿州市陵家桥乡，建于1942年，2003年撤销，邮政编码为234000。目前客运：办理旅客乘降；行李、包裹托运；不办理货运营业。